# 王建祥
王建祥（1962年—），四川蒲江人，北京大学力学与空天技术系教授，主要从事固体力学、复合材料力学等方面的研究工作。入选中华人民共和国教育部2007年度"长江学者"特聘教授，曾就读于悉尼大学。